# Spalford
Spalford is een civil parish in het bestuurlijke gebied Newark and Sherwood, in het Engelse graafschap Nottinghamshire. In 2001 telde het dorp 85 inwoners. Spalford komt in het Domesday Book (1086) voor als Spaldesforde.